# Scombrops boops
Scombrops boops is een straalvinnige vissensoort uit de familie van de gnoomvissen (Scombropidae). De wetenschappelijke naam van de soort werd voor het eerst geldig gepubliceerd in 1782 door Houttuyn.